# Skandar Keynes
Skandar Amin Casper Keynes je angleški filmski igralec, * 5. september 1991, London, Anglija.
Trenutno je najbolj znan po vlogi Edmunda Pevensieja v filmih Zgodbe iz Narnije. Igral je že v Zgodbe iz Narnije: Lev, čarovnica in omara, Zgodbe iz Narnije: Princ Kaspijan in tudi v Zgodbe iz Narnije: Potovanje Potepuške zarje leta 2010.

## Življenjepis
Keynes je bil rojen v Londonu kot sin Zelfe Cecil Hourani in pisatelja Randala Keynesa. Po očetovi strani je Skander potomec Thomasa Howarda, ki je bil stric tako Anne Boleyn kot Catherine Howard in kralja Edvarda I. Je tudi prapranečak ekonomista Johna Maynarda in nečak zgodovinarja in profesorja Simona Keynesa.
Leta 2000 je Skandar začel obiskovati Anna Scher Theatre School in se tam šolal do leta 2005. Prej je hodil na Thornhill Primary school (od leta 1996 do leta 2002). Trenutno se skupaj z Danielom Radcliffom šola na City of London School.
Pred avdicijo za Zgodbe iz Narnije se je (sicer neuspešno) udeležil avdicije za Simona Browna v Nanny McPhee - čudežna varuška.

## Filmografija
| Leto | Naslov                                       | Vloga                | Opombe            |  |
| ---- | -------------------------------------------- | -------------------- | ----------------- |  |
| 2003 | Ferrari                                      | Enzo Ferrari (8 let) | Televizijski film |  |
| 2005 | Zgodbe iz Narnije: Lev, čarovnica in omara   | Edmund Pevensie      |                   |  |
| 2008 | Zgodbe iz Narnije: Princ Kaspijan            | Edmund Pevensie      |                   |  |
| 2010 | Zgodbe iz Narnije: Potovanje potepuške zarje | Edmund Pevensie      | producent         |  |